# شهرستان ساوجبلاغ
ساوُجبُلاغ شهرستان‌ مرکزی استان البرز است. مرکز شهر ساوجبلاغ هشتگرد است. جمعیت این شهرستان بر طبق سرشماری سال ۱۳۹۵ «۲۵۹٬۹۷۳» نفر بوده است.
شهرستان ساوجبلاغ براساس آخرین تقسیمات کشوری با وسعتی معادل ۱۱۵۸ کیلومتر مربع در غرب استان البرز واقع شده‌است. این شهرستان از شرق با شهرستان کرج، از جنوب با شهرستان اشتهارد، از غرب با شهرستان آبیک و نظرآباد و از شمال با شهرستان طالقان همجوار است.

## موقعیت جغرافیایی
شهرستان ساوجبلاغ از ارتفاع ۱۱۶۰ متر در جنوب غرب تا ۳۷۰۰ متر (قله سیاه‌بند) در شمال شرق گسترده شده‌است. در بین این دو منطقه، دشت نسبتاً وسیع و زمین‌های تپه ماهوری و کوه‌های مرتفع همراه با دره‌های عمیق قرار گرفته که به لحاظ توپوگرافی شاهد تنوع زیادی در منطقه هستیم. قسمت عمده‌ای از بخش چندار در منطقه کوهستانی و بخش مرکزی در منطقه دشت و زمین‌های تپه ماهوری واقع شده‌اند.

## وجه تسمیه
نام ساوجبلاغ ترکی و به معنی «چشمه آب سرد» است. این شهرستان دارای روستاهای زیادی است و محصولات کشاورزی فراوانی دارد. میوه‌های آلو شابلون روستای رامجین و گیلاس روستاهای فشند و آردهه و توت ولیان کیفیت بالایی دارد. همچنین در روستای عباس‌آباد بزرگ در سهیلیه هم باغ‌های گلابی، هلو و شلیل آن معروف است که اکثر آنها متعلق به طایفه دهقانی میباشد.
ساوجبلاغ نیوز رسانه مستقل و رسمی این شهرستان است.

## مصوبه ایجاد و تأسیس شهرستان ساوجبلاغ
ساوجبلاغ ابتدا یکی از بخش‌های شهرستان کرج بود که با تصویب هیئت وزیران در سال ۱۳۶۸ تبدیل به شهرستان گردید و از دو بخش مرکزی و طالقان تشکیل شد.
شماره و تاریخ مصوبه: ۱۳۶۸٫۰۴٫۲۱ -.۴۹۱۴۰ ت۶۰۱–۱۳۶۸٫۰۵٫۱۴–۸۴۵. هیئت وزیران در جلسه مورخ ۱۳۶۸٫۴٫۲۱ بنا به پیشنهاد شماره ۱۸۴۶۳٫۴٫۲۲ وزارت کشور و به استناد ماده ۱۳ قانون تعاریف و ضوابط تقسیمات کشوری مصوب پانزدهم تیر ماه یک هزار و سیصد و شصت و دو مجلس شورای اسلامی و آیین‌نامه اجرایی آن مصوب بیست و دوم مهر ماه یک هزار و سیصد و شصت و سه و در اجرای ماده ۷ همین قانون تصویب کردند.
شهرستان ساوجبلاغ به مرکزیت شهر هشتگرد از ترکیب: ۱- بخش مرکزی به مرکزیت شهر هشتگرد شامل دهستان‌های برغان، نجم‌آباد، سعیدآباد، چهاردانگه، خور-هیو، چندار، تنکمان، احمدآباد، رامجین، سیدجمال‌الدین و گلسار و شهر نظرآباد. ۲- بخش طالقان به مرکزیت روستای شهرک شامل دهستان‌های بالای طالقان، میان طالقان و پایین طالقان. در تابعیت استان تهران ایجاد و تأسیس گردد.
در سال ۱۳۷۴ بخشی به نام نظرآباد در آن ایجاد شد که این بخش نیز در سال ۱۳۸۱ از شهرستان ساوجبلاغ منفک گردید. بخش طالقان نیز از جمله بخشهایی است که جدیداً (مهر ۱۳۸۹) با تصویب هیئت دولت تبدیل به شهرستان شده‌است. اگرچه این دو شهرستان زیر نظر فرمانداری ساوجبلاغ نیستند. اما وابستگی هائی به هشتگرد که مرکز ساوجبلاغ است دارند. مثلاً مرکز حوزه انتخابیه ساوجبلاغ، طالقان و نظرآباد که دو شهرستان طالقان و نظرآباد را نیز شامل می‌شود شهر هشتگرد است.
در حال حاضر شامل بخش‌های مرکزی (به مرکزیت هشتگرد) و  چندار (به مرکزیت کوهسار)می‌باشد.
- بخش مرکزی شهرستان ساوجبلاغ
  - دهستان سعیدآباد
  - دهستان هیو

شهرها: هشتگرد و شهر جدید مهستان و گلسار (ششمین شهر ساوجبلاغ با نام قدیمی سیف آباد)
- بخش چندار
  - دهستان برغان
  - دهستان چندار
  - دهستان قاسم آباد بزرگ (طایفه تک فلاح )

شهر: کوهسار

## زبان

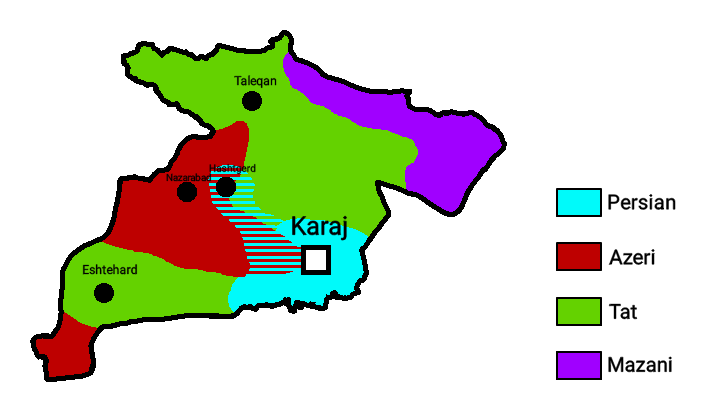
پراکنش گویش‌ها در البرز

اهالی بومی شهرستان ساوجبلاغ به زبان فارسی، گویش کرجی و ترکی با گویش ساوجبلاغی سخن می‌گویند.
گویش کرجی توسط بومیان هشتگرد و آبادی‌هایی همچون سیرود، اسپی داران (سپیدداران)، اسکولدره، کله رود (گلین رود)، عالم زمین، ولیان، آغشت، برغان، بانو صحرا، خوروین، ورده (هندوکوچیک)، سیواندره، سیبستان، آجین دوجین، کوشک زر، آردهه، فشند، ینگی امام، شنده، سنج، بریانچال، سرهه، طالیان و غیره گویش می‌شود.

## پیشینه تاریخی
نام ساوجبلاغ از زبان ترکی به معنای سرزمین چشمه‌های آب سرد با تاریخ، فرهنگ و مدنیت هفت هزار ساله و مشاهیر نام‌آور و رسوم دیرپا و ریشه دار گره خورده‌است. سرزمین خاندان‌های علمی آل طالقانی سادات و غیر سادات، آل صالحی، آل برغانی، آل حکمی، آل رفیعی، آل میرحبیب، آل میرعرب شاه، آل شهید ثالث، آل علوی شهید، آل فشندی و آل نحوی که با تأسیس مدارس علمیه صالحیه، سردار، نواب و التفاتیه در شهر قزوین، مدرسه شاهزاده خانم در تهران و سرودن اشعار در مدح اهل بیت (علیهم السلام)، خدمات فراوان علمی و فرهنگی به ایران و اسلام کرده‌اند. وجود آرامگاه حدود پنجاه تن از امامزادگان در محدوده شهرستان ساوجبلاغ گویای علاقه ساوجبلاغی‌ها به مذهب تشیع است. این امامزادگان در دو مقطع تاریخی - به هنگام حکومت علویان در طبرستان و طالقان و به هنگام حضور علی بن موسی الرضا در خراسان - وارد ساوجبلاغ شدند تا با گذر از این منطقه به نواحی یاد شده برسند که به وسیله امویان و عباسیان جان باختند.
مناطق باستانی : محوطه‌های باستانی شهرستان ساوجبلاغ
مهم‌ترین مناطق مذهبی و تفریحی در این شهرستان:
۱.امامزاده بی بی سکینه خاتون و درخت ۲۵۰۰ ساله روستای سنقرآباد
۲. امامزاده عبدالقهار (روستای ورده (البرز)) و روستای برغان است. 3. مسجد و روستای تاریخی سیرود .

## امامزاده‌ها

### پیشینه حضور امامزاده‌ها در شهرستان
گروهی از سادات علوی که به سبب شنیدن خبر ولایت عهدی علی بن موسی الرضا رو به خراسان نهاده و در راه گذر از این دشت دچار شبیخون دشمنان شده و کشته شدند. در این باره در کتاب «کنزالانساب» آمده‌است: «چون مأمون الرشید، حضرت علی ابن موسی الرضا را از مدینه به شهر طوس دعوت کرد؛ جمله فرزندان و فرزند زادگان حضرت امام کاظم به تدریج از بغداد رو به ولایت خراسان نهادند؛ ‚من جمله تعدادی از این بزرگواران همچون جعفر و ابراهیم و ابوالجواد چون به ناحیه ساوجبلاغ رسیدند، دشمنان از عقب آمدند و مجادله بسیار کردند و آخرالامر حسن بن موسی الکاظم را شهید کردند و بعضی را جراحت رسیده بود و چون شب درآمد لاعلاج رو به اطراف نهادند؛ اما جعفر بن حضرت امام موسی الکاظم که در ساوجبلاغ در حین دفاع مجروح گردیده بودند؛ در توابع ورامین به موضع سناردک (= شهر پیشوا) بر اثر شدت جراحات وارده به شهادت رسیدند». مؤلف «تاریخ رویان» در این باره می‌نویسد: «آوازه ولایت عهدی امام رضا، سادات را به سوی ری و نواحی قومس کشانید». در آن روزگار دشت بزرگ ساوجبلاغ از نواحی ری به‌شمار می‌رفت.

#### علویان زید
نخستین علوی که با اهالی طالقان ارتباط برقرار کرد یحیی بن عبدا… (برادر نفس زکیه) از نوادگان حسن بن علی بود که در سال ۱۷۶ ه‍.ق وارد طالقان شد. هارون الرشید جهت سرکوبی، فضل بن یحیی برمکی را با لشکری متشکل از پنج هزار نفر مأمور دستگیری یحیی نمود. یحیی در زندان بغداد در گذشت.
این حکومت شیعی مذهب در منطقه طبرستان در سال ۲۵۰ ه‍.ق با خروج حسن بن زید از نوادگان حسن بن علی آغاز و تا سال ۳۱۶ ه‍.ق ادامه داشت که منطقه طالقان و قسمت‌هایی از ساوجبلاغ را شامل می‌شد. اوج این مسئله درگیری محمد بن زید علوی با رافع بن هرئمه در منطقه طالقان در نزدیکی روستای گلیرد طالقان رخ داد.

### تحقیق در احوال امامزادگان
تحقیق در احوال امامزادگان دارای بقعه و شناخت کامل شجره نامه آن‌ها اغلب به دلایل زیر در نهایت صعوبت و گاه غیرممکن است:
- الف) بسیاری از سادات عالی‌رتبه از ترس عمال خلفا در خفا و به صورت پنهانی به این منطقه آمده و بی‌نام و نشان زیسته‌اند؛ به همین دلیل نویسندگان انساب از احوال و پایان کار ایشان اطلاعی نداشته و در نتیجه نامشان در این نوع کتاب‌ها نیامده‌است.
- ب) لوحه‌ای که در روز شهادت برای نصب بر فراز آرامگاه اینان فراهم می‌شد به خط کوفی بوده، بعدها که می‌خواستند خط کوفی را به ثلث یا نسخ تغییر دهند، دشواری‌های خط کوفی در اعراب و قرائت و فرسودگی و ریختگی برخی کلمات آن، جملات را دچار تحریف می‌کرده‌است.
- ج) در بسیاری از موارد در ذکر نام پدران صاحب مرقد تا اتصال به معصوم از باب اختصار در نسب، نام یک یا چند واسطه حذف شده‌است. غالب امامزادگان دشت بزرگ ساوجبلاغ از نوادگان موسی کاظم به‌شمار می‌آیند. این در حالی است که آن‌ها به احتمال فراوان از فرزند زادگان و نواده و نبیره آن حضرت بوده‌اند که در شجره نامه، نام یک یا چند واسطه حذف شده و این موضوع آنان را به شکل فرزند بلا فصل امام هفتم شیعیان درآورده‌است.

### فهرست قبور امامزاده‌های شهرستان ساوجبلاغ و نظرآباد
- امامزاده بی بی سکینه خاتون (ماهدشت- البرز)
- امامزاده عبدالقهار(ورده (البرز))
- امامزاده بی بی سکینه (ورده (البرز))
- امامزاده هادی و علی النقی (ینگی امام)
- امامزاده علی‌اکبر (کردان)
- امامزاده بیبی قزلر (ولیان)
- امامزاده موسی کاظم (برغان)
- امامزاده عبدا… صالح (چندار)
- امامزاده موسی (خوروین)
- امامزاده اظهرالدین (ایقربلاغ)
- امامزاده هفت تن (آجین دوجین)
- امامزاده یوسف (وشگین)
- امامزاده یحیی (آجین دوجین)
- امامزاده جعفر (هشتگرد)
- امامزاده بیبی نسا (کردان)
- امامزاده شعیب رامجین
- امامزاده سه تن (طاهر، مطهر، مظفر) فشند
- امامزاده اسماعیل (رامجین)
- امامزاده زبیده خاتون (برماچشمه)
- امامزاده سلیمان (خور)
- امامزاده هاشم (عرب آباد کوهه)
- امامزاده موسی (هیو)(محله سیراب)
- امامزاده جواد (قاسم‌آباد آقا)
- امامزاده یحیی (دوزعنبر)
- امامزاده اسماعیل (زکی آباد)
- امامزاده محمد (دنگیزک)
- امامزاده ابوالحسن (مسکین آباد)